# هنری بریگز (بازیکن فوتبال)
هنری بریگز (انگلیسی: Henry Briggs؛ 1871 – ۱۹۱۳ (۴۱−۴۲ سال)) بازیکن فوتبال اهل پادشاهی متحد بریتانیای کبیر و ایرلند بود.
از باشگاه‌هایی که در آن بازی کرده‌است می‌توان به باشگاه فوتبال اورتون اشاره کرد.